# Kitty Joyner
Kitty O'Brien Joyner (11 juillet 1916 – 16 août 1993) est une ingénieure américaine en génie électrique au National Advisory Committee for Aeronautics (NACA), l'ancienne National Aeronautics and Space Administration (NASA). Embauchée en 1939, elle était la première femme ingénieure embauchée dans l'organisation. Peu de temps après, elle a poursuivi ses études à l'Université de Virginie et était la première femme de l'université à obtenir le diplôme d'ingénieur.

## Biographie

### Jeunesse
Kitty Joyner est née à Charlottesville, en Virginie, et est diplômée de Sweet Briar College en 1937. Deux ans plus tard, en 1939, elle a été la première femme diplômée de l'Université de Virginie du programme d'ingénierie. Tout en étant à l'université, elle a reçu le prix Algernon Sydney Sullivan Award pour l'excellence de caractère et de service à l'humanité.

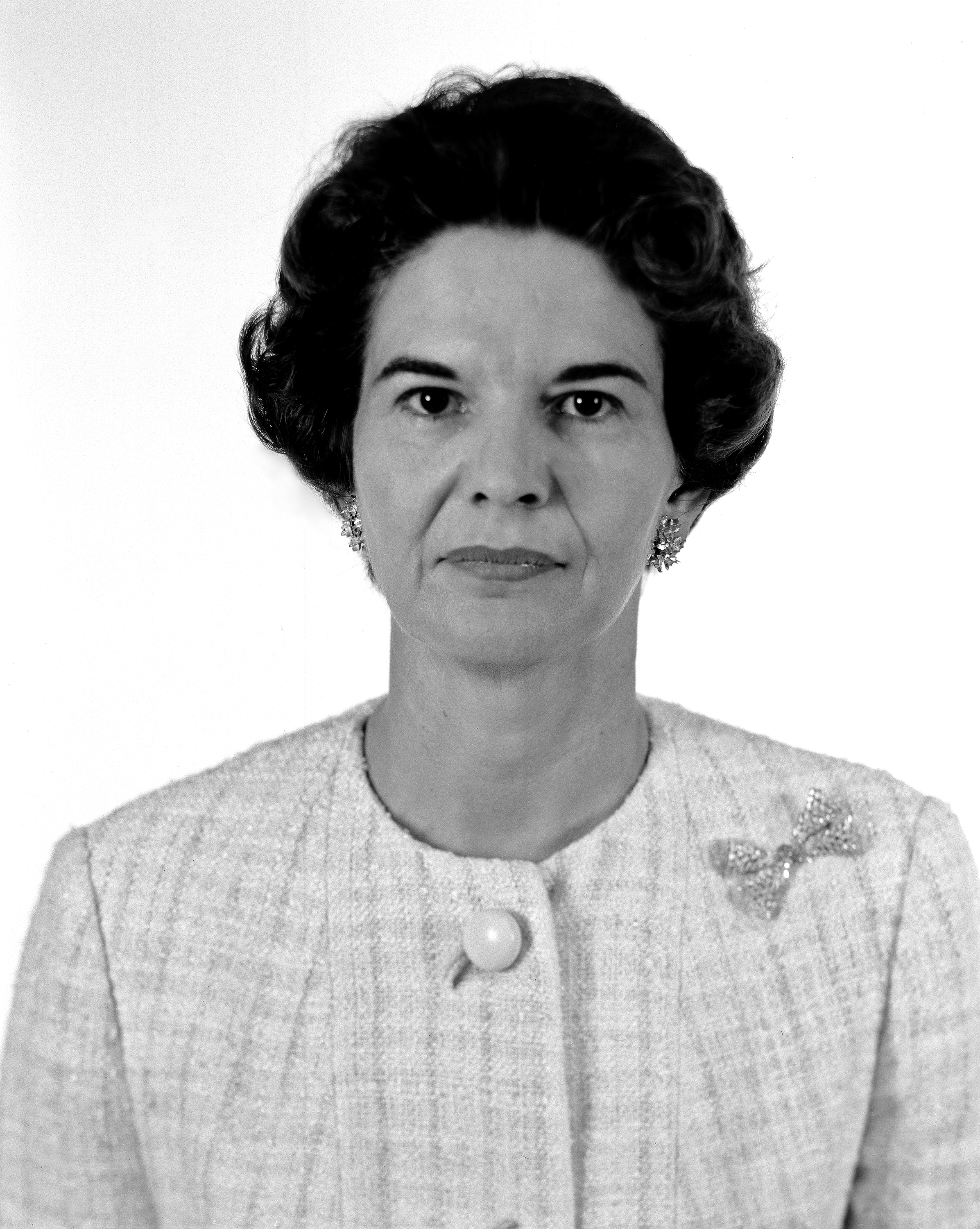
Kitty O'Brien Joyner en 1964

### Carrière
Kitty Joyner a été embauchée par le Laboratoire Aéronautique de Langley du NACA (plus tard le Centre de recherche Langley) en septembre 1939 en tant qu'ingénieure en génie électrique, devenant ainsi leur première femme ingénieure. Elle a travaillé pour la NACA/NASA pendant plusieurs décennies. Elle a occupé différents postes, chef de direction générale du service des installations de l'estimation des coûts, service d'ingénierie et techniques et a participé dans la gestion de plusieurs souffleries, y compris supersoniques,.
Joyner a quitté la NASA en Mai 1971.
Joyner était active dans l'ingénierie des organisations et des sociétés. Elle a été membre de l'IEEE et du club d'ingénieurs de la Péninsule de Virginie.

## Vie personnelle
Le mari Kitty, Upshur T. Joyner, a également travaillé au NACA/NASA pendant 40 ans en tant que physicien, et a pris sa retraite en 1971, la même année que Kitty.
Kitty et Upshur ont vécu à Poquoson, en Virginie, et ont eu deux enfants, un fils nommé Upshur, mort d'une leucémie à l'âge de 47 ans en 1990, et une fille, Kate Bailey.
Kitty est décédée le 16 août 1993, à l'âge de 77 ans. Son mari est décédé quelques mois plus tard, en novembre 1993, à l'âge de 85 ans.
En plus de ses activités personnelles et professionnelles, elle était l'organisatrice du Chapitre Charles Parish des Filles de la Révolution américaine, qui a donné son nom à une bourse scolaire. En 1992, elle a obtenu le prix Winnie Davis de la société féminine United Daughters of the Confederacy.